# 12540 Пікандер
12540 Пікандер (12540 Picander) — астероїд головного поясу, відкритий 26 липня 1998 року.
Тіссеранів параметр щодо Юпітера — 3,287.